# Mimosa scabrella
A Mimosa scabrella a hüvelyesek (Fabales) rendjébe, ezen belül a pillangósvirágúak (Fabaceae) családjába tartozó faj.

## Előfordulása
A Mimosa scabrella őshazája Dél-Amerikában, Brazília déli részén, valamint Argentína északkeleti részén van. Manapság a trópusokon sokfelé - főleg Angola, Honduras, Jamaica, Kolumbia, Tanzánia, Uganda, Új-Guinea, Venezuela és Zimbabwe területein - termesztik; Dél-Európában is megtalálható.

## Megjelenése

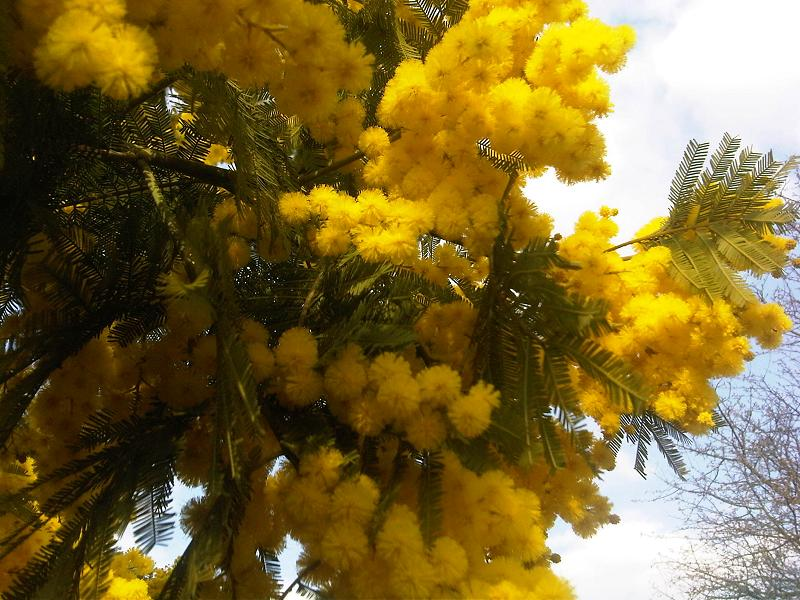
A sárga virágai

Gyorsan növő fafaj, mely 3 év alatt, akár 15 métert is nőhet. A sima törzsének átmérője általában 10-50 centiméter. A levelei kétszeresen szárnyaltak; mindegyik levélnek van néhány levélkéje, és ezek a levélkék is 15-31 pár még kisebb levélkékből tevődnek össze. A levél felső fele sárgászöld, míg az alsó fele halványabb zöld. A virágai sárga színűek. A virágai egyesével-hármasával ülnek a levelek tövénél. A toktermései 5-9 milliméter hosszúak és 2-4 milliméter szélesek; 2-4 ízből tevődnek össze. Az ízek négyszögűek és 1 magot tartalmaznak. A mag 3-6 milliméteres, barna és babszerű. Ez a növény az ivarérettséget 3 évesen éri el.

## Életmódja
200-2400 méteres tengerszint feletti magasságok között él. Évi 12-23 Celsius-fokos hőmérsékletre és 600-3500 milliméteres csapadékra van szüksége. A nedves területeket nem kedveli, csak a jó lefolyásos talajokat. A hosszabb szárazságot is megtűri. Az eredeti élőhelyén, körülbelül 28 rovar kártevője van.

## Felhasználása
Brazíliában, mielőtt megjelentek a dízelmozdonyok, a gőzmozdonyokban Mimosa scabrellával tüzeltek. A fája papírkészítéskor és tüzelőanyagként is használható. A kávéültetvényeken (Coffea) árnyéktartónak ültetik. Mivel nagy mennyiségű nitrogént képes megkötni; a kukoricaföldekre is ültetik. Díszfaként és sövényalkotó növényként is használják; amikor újra ültetnek egy erdőt, a Mimosa scabrella is szerepel a fák között.

## Fordítás
- Ez a szócikk részben vagy egészben  a   Mimosa scabrella című angol Wikipédia-szócikk ezen változatának fordításán alapul.  Az eredeti cikk szerkesztőit annak laptörténete sorolja fel. Ez a jelzés csupán a megfogalmazás eredetét és a szerzői jogokat jelzi, nem szolgál a cikkben szereplő információk forrásmegjelöléseként.